# Инфиаш (Форнуш-де-Алгодреш)
Инфиаш (порт. Infias) — район (фрегезия) в Португалии, входит в округ Гуарда. Является составной частью муниципалитета Форнуш-де-Алгодреш. Находится в составе крупной городской агломерации Большое Визеу. По старому административному делению входил в провинцию Бейра-Алта. Входит в экономико-статистический субрегион Серра-да-Эштрела, который входит в Центральный регион. Население составляет 280 человек на 2001 год. Занимает площадь 2,74 км².
Покровителем района считается Апостол Пётр (порт. São Pedro).